# Owens Valley

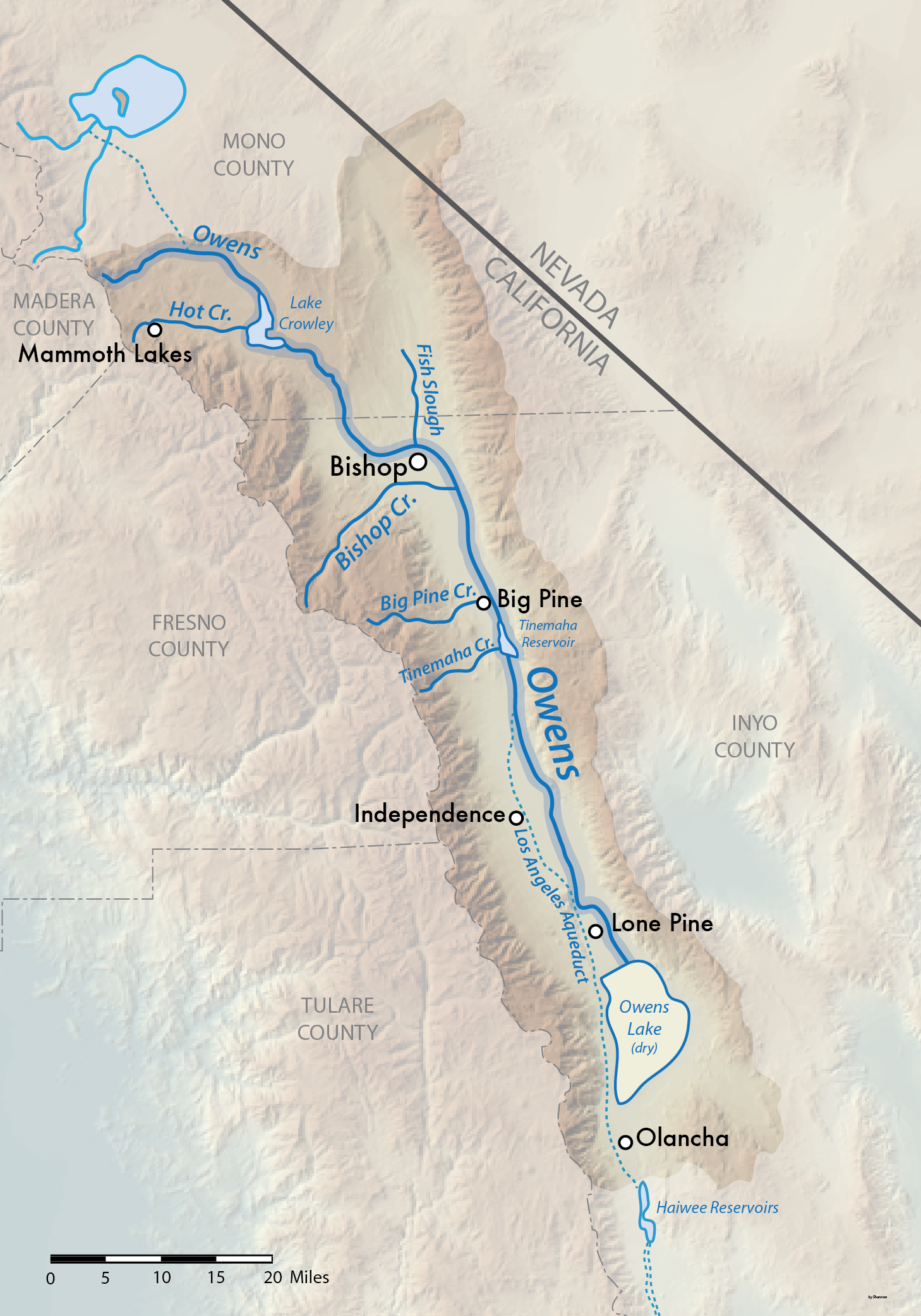
Das Owens Valley

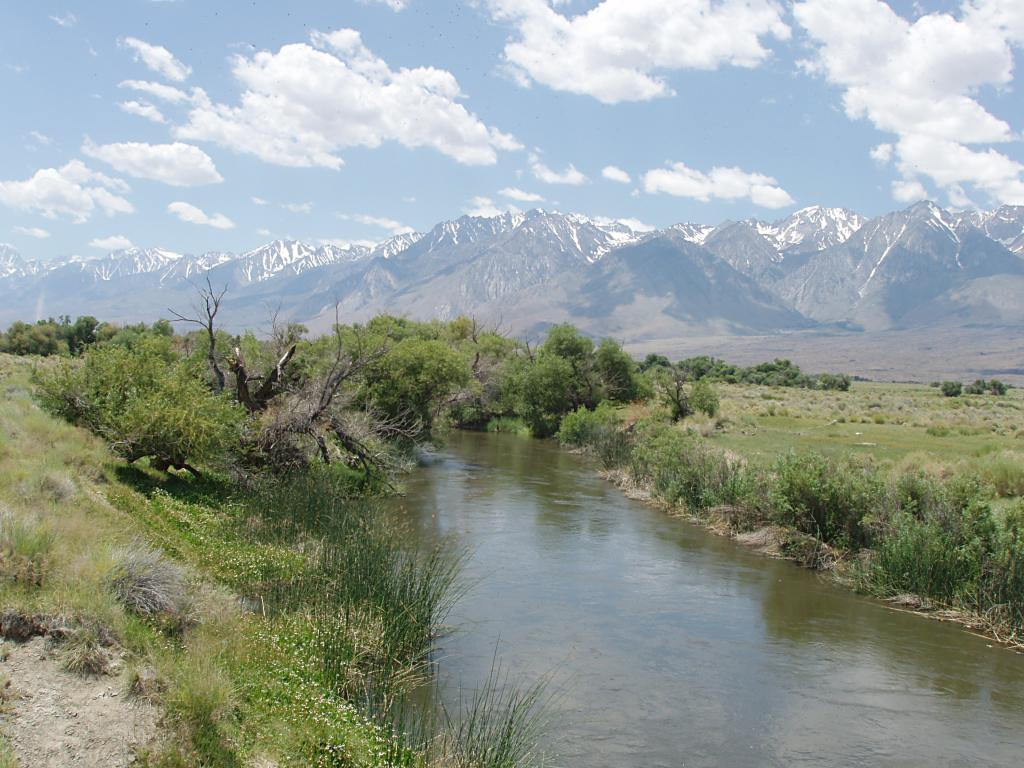
Owens River südlich von Big Pine

Das Owens Valley ist das ca. 120 km lange Tal des Owens River im Mono und Inyo County im Süd-Osten von Kalifornien (USA). Es verläuft von Norden nach Süden zwischen der Sierra Nevada im Westen und den White Mountains im Nordosten beziehungsweise den Inyo Mountains im Südosten. Im Süden wird das Tal durch den Owens Lake, einen heute ausgetrockneten Salzsee begrenzt. Im Norden entspringt der Owens River in der Long Valley Caldera, einem vulkanischen Kratersystem. Durch das Tal führt U.S. Highway 395, an ihm liegen von Süden nach Norden Lone Pine, Independence (Sitz der Verwaltung des Inyo County), Big Pine und als größter Ort des Tals Bishop.

## Geologie
Das Owens Valley ist durch eine tektonische Dehnung der Erdkruste, einen sogenannten Grabenbruch, in den letzten drei Millionen Jahren entstanden. Das Tal ist geologisch gesehen somit ein Graben, vergleichbar mit dem Oberrheingraben in Europa. Seine Flanken werden durch die Sierra Nevada Fault im Westen und der White Mountains Fault im Osten begrenzt. Das Owens Valley ist der westlichste Graben (engl.: Basin) der Basin and Range Province, die sich bis weit nach Colorado im Osten und von der Grenze zu Oregon bis nach Mexiko erstreckt. Der in den Grabenbruch abgesunkene Block liegt im Owens Valley fast 3000 m unter der Oberfläche, bis auf das heutige Niveau wurde das Tal durch erodiertes Material von den benachbarten Gebirgszügen verfüllt, insbesondere von der Sierra. 
Trotz der starken Verfüllung des Tals ist das Owens Valley das tiefste Tal Nordamerikas mit einem Niveauunterschied von 3282 m zwischen dem Gipfel des Mount Whitney, dem höchsten Berg der Vereinigten Staaten außerhalb Alaskas, mit 4418 m und dem Talboden bei Lone Pine auf 1136 m bei einer horizontalen Entfernung zwischen Gipfel und Ort von 20 km.
Das Owens Valley wurde am 26. März 1872 von einem Beben der Stärke 7.1 auf der Richterskala erschüttert. Es war damit das drittstärkste Beben in der Geschichte Kaliforniens. Insbesondere die Stadt Lone Pine wurde schwer getroffen. Fast alle Gebäude von Lone Pine, 52 von 59, wurden zerstört. Insgesamt starben 27 Menschen im Tal. Auch heute noch wird die Gegend von leichten Beben erschüttert. 
Im Osten des oberen Owens Valley nahe Bishop liegen die Volcanic Tablelands, eine Landschaft, die durch die Erosion von Tuff entstanden ist, der aus Eruptionen der Long Valley Caldera stammt. Im unteren Ovens Valley liegen vulkanische Basaltströme auf dem Darwin Plateau. Geologisch interessant sind auch die Alabama Hills auf der Westseite des oberen Tals in der Nähe von Lone Pine. Sie sind und waren auch der Schauplatz von unzähligen Spiel- und Fernsehfilmen.

## Geschichte
Die ersten Ureinwohner des Tals lassen sich auf ca. 8000 v. Chr. datieren. Ab etwa dem Jahr 500 sind Vorfahren der Paiute-Indianer nachweisbar. Sie lebten vorwiegend als Jäger und Sammler, betrieben aber auch rudimentären Bewässerungsfeldbau. In der Nachfolge des Kalifornischen Goldrausches erreichten ab dem Ende der 1850er Jahre Siedler das Tal und bauten Viehzucht und Erzminen auf. Insbesondere suchten sie Gold, fanden jedoch nur bescheidene Silber-, Blei- und Zink-Vorkommen. Durch das Eindringen der Weißen, die sich teilweise die Bewässerungssysteme der Ureinwohner aneigneten, kam es zu Konflikten mit den Indianern. 1862 wurde ein Militärposten im Tal eingerichtet, aus dem sich der heutige Ort Independence entwickelte, und 1863 wurden rund 1000 Paiute zwangsweise in eine Reservation beim rund 200 km südlich gelegenen Fort Tejon umgesiedelt. Sie kehrten in den folgenden Jahren fast alle zurück, arbeiteten teilweise für die Rancher und betrieben weiterhin ihre traditionelle Subsistenzwirtschaft. Im Jahr 1900 gab es drei vom Bureau of Indian Affairs betriebene Schulen im Tal.
Die Minen waren rund um 1880 erschöpft, das Tal lebte nur noch von der Landwirtschaft und litt wegen der Abgelegenheit hinter den Bergen unter den mangelnden Absatzmöglichkeiten der Güter. Erst der Bau der Schmalspur-Eisenbahn der Carson & Colorado Railroad Mitte der 1880er Jahre verbesserte die Situation. Die Landwirte legten mehrere Bewässerungskanäle an, um das Wasser des Owens Rivers optimal auszunutzen. 
Zwischen 1905 und 1910 rief die Owens Valley Improvement Company dazu auf, das Tal für den Obstbau zu nutzen. Im neu angelegten Ort Manzanar (vom spanischen Wort für Apfelplantage) siedelten sich einige Familien an und bauten verschiedene Früchte, vor allem Äpfel an. Gleichzeitig hatte die Stadtverwaltung des rund 300 km entfernten Los Angeles beschlossen, das Wasser des Owens Rivers abzuleiten und damit den Aufstieg der bis dahin unbedeutenden Stadt zu ermöglichen. Obwohl das Tal im Regenschatten der Sierra Nevada liegt und der Fluss nur den Abfluss von der Ostflanke der Sierra sammelt, war das Wasser für die Abteilung für Wasser und Energie der Stadtverwaltung wertvoll und erschien auf Grund der dünnen Besiedelung des Tales auch erreichbar. Die Stadtverwaltung kaufte alle verfügbaren Wasserrechte auf. 
William Mulholland, der Chef der Wasserwerke von Los Angeles, setzte den Bau des ersten Los Angeles-Aquädukts in Gang. Hierzu wurden ein Staubecken, das Tinemaha Reservoir, am Owens River und eine 370 Kilometer lange Wasserleitung mit 164 Tunneln vom Tal bis nach Los Angeles gebaut. 1913 eröffnete Mulholland offiziell sein Meisterwerk, das von den Zuflüssen des Owens Rivers gespeist wurde. Innerhalb von fünfzehn Jahren trocknete der Owens Lake völlig aus. Der Erwerb der Genehmigungen und Wasserrechte war juristisch und moralisch nicht einwandfrei. Die Farmer in der Owens-Valley-Gegend leisteten dem Projekt heftig Widerstand, der als Kalifornische Wasserkriege bekannt wurde. So sprengten sie 1924 das Aquädukt des Jawbone Canyon; andere Gegner des Projekts öffneten eine Schleuse und leiteten vier Tage lang Wasser ab, so dass die Preise stiegen. Diese Situation zwang den Stadtrat von Los Angeles, mit den Farmern zu verhandeln. Mulholland selbst war unerbittlich. Er sagte, dass er den Verlust so vieler Bäume im Tal teilweise bedauere, weil nun eine ausreichende Zahl von Bäumen fehle, um jeden dort lebenden Unruhestifter hängen zu können. Viele Bewohner verließen das Tal, weil keine Landwirtschaft mehr möglich war. Erst in den 1990er Jahren schlossen die Farmer und Los Angeles einen endgültigen außergerichtlichen Vergleich, nach dem seit Ende 2006 wieder eine garantierte Restwassermenge von 5 % des natürlichen Abflusses im Owens River verbleibt. 

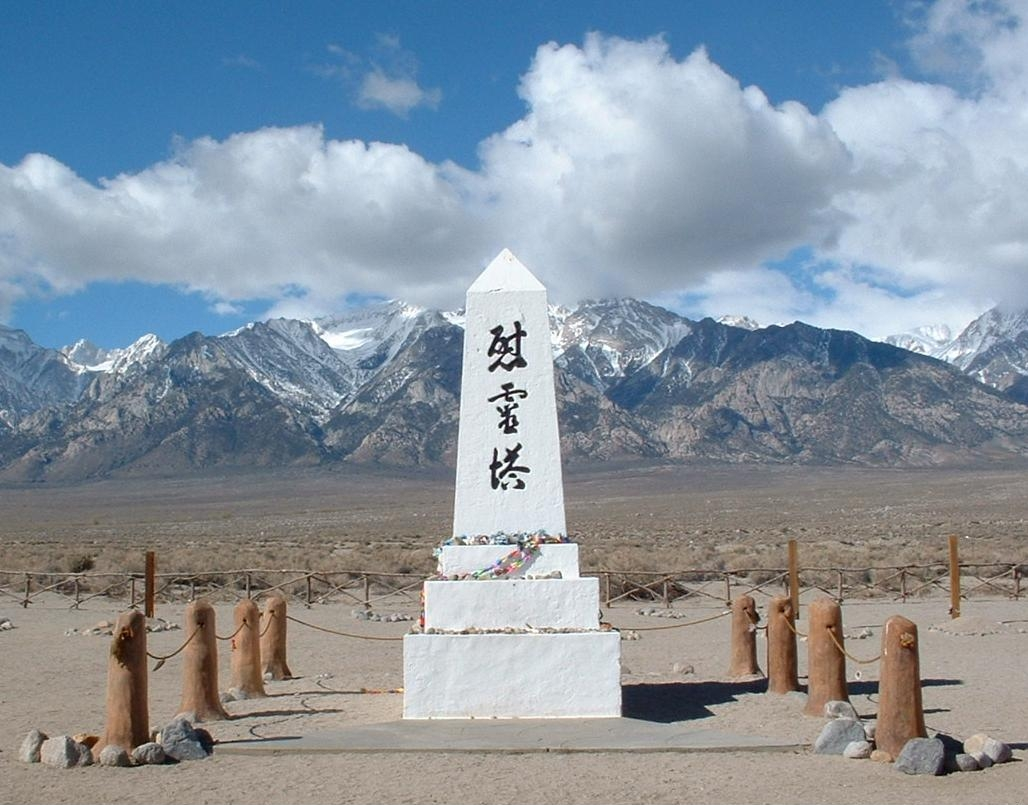
Gedenkstein an der Stelle des Camps Manzanar

Nach dem japanischen Angriff auf Pearl Harbor wurde im Tal durch die War Relocation Authority das Manzanar War Relocation Center im Rahmen der Internierung japanischstämmiger Amerikaner eingerichtet. Von 1942 bis 1945 waren bis zu 10.046 Personen im Lager eingeschlossen. Erst 1988 wurden die noch lebenden Opfer entschädigt. Das Lager ist heute als Manzanar National Historic Site ausgewiesen, ein Besucherzentrum informiert über die Geschichte und einmal jährlich kommen ehemalige Insassen und Familienangehörige zu einer Feier zusammen. 

## Owens Valley in den Medien
- Der Film Chinatown mit Jack Nicholson (1974, Regie: Roman Polański) spielt vor dem Hintergrund der California Water Wars der 1920er und 30er Jahre.
- Das Buch Farewell to Manzanar – A True Story of Japanese American Experience During and after the World War II Internment von Jeanne Wakatsuki Houston aus dem Jahr 1972 erzählt die Geschichte des Internierungslagers Manzanar.